# Modena Football Club 2018 2022-2023
Questa voce raccoglie le informazioni riguardanti il Modena Football Club 2018 nelle competizioni ufficiali della stagione 2022-2023.

## Stagione
Tornati in serie cadetta per la prima volta dal 2015-2016, i canarini ripartono in panchina da Attilio Tesser, alla seconda stagione consecutiva alla guida dei gialloblù.
Al termine della stagione precedente, la società decide di compiere alcuni cambiamenti riguardanti l'aspetto mediatico e visivo del club. Viene presentato il nuovo logo, un canarino stilizzato, ripreso da un vecchio logo usato da Modena Flash, un vecchio periodico degli anni 60 che trattava del club geminiano. Il logo stilizzato di un canarino fu usato occasionalmente in passato anche sulle divise di gioco.
Un'altra innovazione riguarda il vestiario ufficiale del club, attraverso il nuovo sponsor tecnico New Balance, che richiama la tonalità di giallo usata in passato dal club.
Viene inoltre svolta una ristrutturazione dello stadio Alberto Braglia, per adeguarlo ai vincoli imposti dal campionato di Serie B. Tra i lavori svolti si segnala la rizollatura del campo, il restyling di sala stampa, del tunnel di collegamento tra gli spogliatoi e il campo, dello spogliatoio del Modena, l'installazione dei container per il VAR e il potenziamento degli impianti sonori e luminosi. Questi lavori si aggiungono ai lavori di sistemazione dell'anno precedente dell'antistadio Zelocchi.
Nel mercato estivo la società si muove sia in ambito di entrate che in ambito di uscite. Tra le uscite si registrano le cessioni di alcune delle colonne della scorsa stagione, che fanno ritorno nel campionato di Serie C, come il centrocampista Fabio Scarsella, che si trasferisce al Vicenza, l'attaccante Mattia Minesso e il difensore Matteo Ciofani, che vestono la maglia della Triestina. Tra le altre cessioni si segnalano anche quelle di Roberto Ogunseye, Manuel Di Paola, Andrea Ingegneri e Alessandro Marotta, rispettivamente a Foggia, Vis Pesaro, Mantova e Viterbese.
Come acquisti invece si segnalano diversi colpi, con sia giocatori d'esperienza, come Diego Falcinelli, Davide Diaw, Sebastien De Maio e Andrea Seculin, sia giovani che conoscono la categoria, come Mario Gargiulo e Mauro Coppolaro, che giovani alle prime esperienze con il campionato cadetto, come Thomas Battistella e i due prestiti orobici, già nel giro delle nazionali giovanili, Giorgio Cittadini e Simone Panada.
Nella sessione invernale del calciomercato, si registrano tra le principali uscite quelle di Paulo Azzi, di Matteo Piacentini e Mario Gargiulo, rispettivamente a Cagliari, Triestina e Pisa. Tra le entrate si annotano l'arrivo dell'attaccante Luca Strizzolo, del giovane terzino già nel giro delle nazionali giovanili Gabriele Ferrarini e dell'esperto capitano della nazionale moldava Artur Ioniță.
Ad aprile, in concomitanza con il 111º compleanno del club, viene inaugurato il "Settore campo" dello stadio Braglia, per permettere una visuale migliore delle partite per gli spettatori diversamente abili.
Sempre nello stesso giorno viene aperto sul sito web ufficiale del club il museo virtuale del Modena calcio, per ripercorrere la storia del club canarino.
Inoltre viene aperta la Hall of Fame del Club, che verrà ampliata ogni anno con 4 nuovi giocatori che hanno fatto la storia del Modena scelti dai tifosi canarini. I primi quattro giocatori inseriti sono Marco Ballotta, Mauro Mayer, Andrea Bergamo e Sauro Frutti.
Contestualmente con la primavera iniziano i lavori di seminatura del Parco 110, situato nei pressi dello stadio. Il progetto, presentato l'anno prima per il 110º compleanno del Club, ha l'obiettivo di riqualificare una zona nelle immediate vicinanze dell'impianto.
Il 14 aprile, in concomitanza con il derby Modena-Parma, prima del match la squadra del Modena Volley  ha sfilato all'interno del campo insieme alla Coppa CEV vinta la settimana precedente, ricevendo gli applausi dell'intero stadio.
La squadra centra la salvezza alla terz'ultima giornata, raggiungendo quello che era l'obiettivo stagionale e chiude il campionato con un soddisfacente decimo posto.

## Divise e sponsor
La prima maglia è gialla, dando un richiamo al colore storico della società. Presenta dettagli grafici semplici e minimalisti. Sul retro del colletto è presente la scritta Modena F.C. 1912. La seconda maglia è blu, con gli stessi richiami grafici della prima.
Sponsor tecnico è New Balance, main sponsor è Kerakoll. Sulla manica è presente BPR Nutrition, mentre sul retro, al di sotto del numero compare SAU.
Sui pantaloncini è presente invece lo sponsor Appari.
| Casa | Trasferta | Terza divisa |

## Organigramma societario
Area direttiva
- Presidente: Carlo Rivetti
- Presidente onorario: Romano Sghedoni
- Amministratore Delegato: Matteo Rivetti
- Vice presidente: Ilaria Mazzeo
- CDA: Camilla Rivetti, Ilaria Mazzeo, Silvio Rivetti
- Direttore Sportivo: Davide Vaira
- Direttore generale e segretario: Andrea Russo
- Team Manager: Nazario Pignotti
- Responsabile commerciale: Simone Palmieri
- Ufficio commerciale: Francesca Avagliano
- Responsabile amministrazione: Annamaria Manicardi
- Direttore della comunicazione: Paolo Viganò
- Ufficio stampa: Antonio Montefusco
- Responsabile Settore giovanile: Mauro Melotti
- Vice responsabile Settore giovanile: Filippo Bruni
- Segretario settore giovanile: Stefano Casolari
- Responsabile scouting: Aldo Pecini
- Delegato sicurezza: Stefano Zoboli, Luca Diana
- SLO: Maurizio Grillenzioni
- Front desk, reception e store: Francesca Fogliani
- Consulente risorse umane: Maurizio Boschini
- Capo scouting settore giovanile: Giancarlo Bocelli
- Ufficio merchandising: Jacopo Fissi
- Ufficio ticketing: Luca Gherardi
- Direttore creativo: Mattia Rivetti
- Digital e Social Media: Alberto Ravizza
- Grafica e video: Veronica Simonini

Area tecnica
- Allenatore: Attilio Tesser
- Allenatore in seconda: Mark Strukelj
- Collaboratore Tecnico: Giuseppe Gemiti
- Preparatore dei portieri: Leonardo Cortiula
- Preparatori Atletici: Fabio Munzone, Francesco Benassi
- Magazzinieri: Claudio Pifferi, Davide Marzani, Emiliano Vannicola

Area sanitaria
- Responsabile area medica: Dott. Domenico Di Mambro
- Medico Sociale: Alessandro Bellucci, Massimiliano Pergreffi, Claudio Guicciardi,
- Fisioterapisti: Riccardo Levrini, Jacopo Bigliazzi, Mirco Cinci

## Rosa
Dal sito ufficiale della società:
| N. |                   | Ruolo | Calciatore                   |
| -- | ----------------- | ----- | ---------------------------- |
| 1  | Italia (bandiera) | P     | Antonio Narciso              |
| 2  | Italia (bandiera) | D     | Gabriele Ferrarini           |
| 3  | Italia (bandiera) | D     | Fabio Ponsi                  |
| 4  | Italia (bandiera) | D     | Antonio Pergreffi (capitano) |
| 5  | Italia (bandiera) | D     | Giorgio Cittadini            |
| 6  | Italia (bandiera) | C     | Luca Magnino                 |
| 7  | Italia (bandiera) | C     | Edoardo Duca                 |
| 8  | Italia (bandiera) | C     | Nicola Mosti                 |
| 9  | Italia (bandiera) | A     | Nicholas Bonfanti            |
| 10 | Italia (bandiera) | C     | Luca Tremolada               |
| 11 | Italia (bandiera) | A     | Diego Falcinelli             |
| 12 | Italia (bandiera) | P     | Andrea Seculin               |
| 13 | Italia (bandiera) | D     | Matteo Ciofani               |
| 15 | Italia (bandiera) | D     | Tommaso Silvestri            |
| 16 | Italia (bandiera) | C     | Fabio Gerli                  |
| 17 | Italia (bandiera) | A     | Davide Marsura               |
| 17 | Italia (bandiera) | C     | Riccardo Vaccari             |
| 18 | Italia (bandiera) | A     | Mattia Minesso               |

| N. |                      | Ruolo | Calciatore         |
| -- | -------------------- | ----- | ------------------ |
| 19 | Italia (bandiera)    | C     | Romeo Giovannini   |
| 20 | Italia (bandiera)    | C     | Mario Gargiulo     |
| 20 | Italia (bandiera)    | A     | Diego Mordini      |
| 21 | Italia (bandiera)    | C     | Marco Armellino    |
| 23 | Italia (bandiera)    | C     | Thomas Battistella |
| 24 | Italia (bandiera)    | C     | Andrea Poli        |
| 26 | Italia (bandiera)    | P     | Riccardo Gagno     |
| 27 | Brasile (bandiera)   | C     | Paulo Azzi         |
| 27 | Moldavia (bandiera)  | A     | Artur Ioniță       |
| 28 | Francia (bandiera)   | D     | Sebastien De Maio  |
| 32 | Italia (bandiera)    | A     | Luca Strizzolo     |
| 33 | Italia (bandiera)    | D     | Francesco Renzetti |
| 42 | Argentina (bandiera) | P     | Julián Kadijevic   |
| 43 | Italia (bandiera)    | C     | Simone Panada      |
| 57 | Italia (bandiera)    | D     | Mauro Coppolaro    |
| 77 | Italia (bandiera)    | D     | Matteo Piacentini  |
| 96 | Marocco (bandiera)   | D     | Shady Oukhadda     |
| 99 | Italia (bandiera)    | A     | Davide Diaw        |

## Calciomercato

### Sessione estiva(dall'1/7 all'1/9)
| Acquisti | Acquisti                | Acquisti           | Acquisti                                 |
| R.       | Nome                    | da                 | Modalità                                 |
| -------- | ----------------------- | ------------------ | ---------------------------------------- |
| P        | Andrea Seculin          | Pistoiese          | Titolo gratuito                          |
| P        | Riccardo Aimi           | Modenese           | fine prestito                            |
| D        | Tommaso Maggioni        | Legnago            | fine prestito                            |
| D        | Federico Gulinelli      | Giana Erminio      | fine prestito                            |
| D        | Giorgio Cittadini       | Atalanta           | prestito annuale                         |
| D        | Lorenzo Coccia          | Frosinone          | Titolo gratuito                          |
| D        | Sebastien De Maio       | Vicenza            | prestito annuale con diritto di riscatto |
| D        | Mauro Coppolaro         | Virtus Entella     | definitivo                               |
| C        | Jacopo Nelli            | Fiorenzuola        | fine prestito                            |
| C        | Riccardo Vaccari        | Novara             | fine prestito                            |
| C        | Rabiu Oyndamola         | Grosseto           | fine prestito                            |
| C        | Edoardo Saporiti        | Grosseto           | fine prestito                            |
| C        | Simone Panada           | Atalanta           | prestito annuale                         |
| C        | Mario Gargiulo          | Lecce              | definitivo                               |
| C        | Thomas Battistella      | Udinese            | definitivo                               |
| C        | Abdoul Guiebre          | Monopoli           | definitivo                               |
| A        | Fabio Abiuso            | Inter              | fine prestito                            |
| A        | Riccardo Maria D'Antoni | Pistoiese          | fine prestito                            |
| A        | Niccolò Molinaro        | Fermana            | fine prestito                            |
| A        | Tiziano Tulissi         | Virtus Francavilla | fine prestito                            |
| A        | Diego Falcinelli        | Bologna            | Titolo gratuito                          |
| A        | Davide Diaw             | Monza              | prestito annuale                         |
| A        | Davide Marsura          | Pisa               | svincolato                               |

| Cessioni | Cessioni                | Cessioni                  | Cessioni                                 |
| R.       | Nome                    | a                         | Modalità                                 |
| -------- | ----------------------- | ------------------------- | ---------------------------------------- |
| P        | Andrea Spurio           | Aglianese                 | svincolato                               |
| P        | Riccardo Aimi           | Piccardo Traversetolo ASD | titolo gratuito                          |
| D        | Federico Gulinelli      | Casatese                  | rescissione consensuale                  |
| D        | Lorenzo Coccia          | Carrarese                 | prestito                                 |
| D        | Riccardo Baroni         | Pontedera                 | prestito annuale                         |
| D        | Tommaso Maggioni        | Juve Stabia               | prestito annuale                         |
| D        | Andrea Ingegneri        | Mantova                   | definitivo                               |
| D        | Matteo Ciofani          | Triestina                 | definitivo                               |
| D        | Abdoul Guiebre          | Reggiana                  | prestito                                 |
| C        | Manuel Di Paola         | Vis Pesaro                | Titolo gratuito                          |
| C        | Jacopo Nelli            | Piacenza                  | prestito annuale                         |
| C        | Edoardo Saporiti        | Aquila Montevarchi        | prestito                                 |
| C        | Fabio Scarsella         | Vicenza                   | definitivo                               |
| C        | Rabiu Oyndamola         |                           | rescissione consensuale                  |
| A        | Samuele Longo           | Vicenza                   | fine prestito                            |
| A        | Niccolò Molinaro        |                           | svincolato                               |
| A        | Roberto Ogunseye        | Foggia                    | prestito annuale con diritto di riscatto |
| A        | Riccardo Maria d'Antoni | United Riccione           | gratuito                                 |
| A        | Tiziano Tulissi         | Fermana                   | definitivo                               |
| A        | Mattia Minesso          | Triestina                 | definitivo                               |
| A        | Alessandro Marotta      | Viterbese                 | definitivo                               |
| A        | Fabio Abiuso            | Pergolettese              | prestito                                 |

### Operazioni esterne alle sessioni
| Acquisti | Acquisti    | Acquisti    | Acquisti   |
| R.       | Nome        | da          | Modalità   |
| -------- | ----------- | ----------- | ---------- |
| C        | Andrea Poli | Antalyaspor | svincolato |

### Sessione invernale (dal 2 al 31 gennaio 2023)
| Acquisti | Acquisti               | Acquisti            | Acquisti      |
| R.       | Nome                   | da                  | Modalità      |
| -------- | ---------------------- | ------------------- | ------------- |
| P        | Julián Kadijevic       | Club Comunicaciones | prestito      |
| D        | Gabriele Ferrarini     | Fiorentina          | prestito      |
| C        | Jacopo Nelli           | Piacenza            | fine prestito |
| C        | Edoardo Saporiti       | Montevarchi         | fine prestito |
| C        | Kleis Bozhanaj         | Carrarese           | definitivo    |
| C        | Artur Ioniță           | Pisa                | prestito      |
| A        | Leonardo Pereira Lopes | Novara              | svincolato    |
| A        | Luca Strizzolo         | Cremonese           | prestito      |
| A        | Riccardo Spaggiari     | Fiorentina          | fine prestito |

| Cessioni | Cessioni           | Cessioni   | Cessioni   |
| R.       | Nome               | da         | Modalità   |
| -------- | ------------------ | ---------- | ---------- |
| D        | Matteo Piacentini  | Triestina  | prestito   |
| C        | Jacopo Nelli       | Renate     | prestito   |
| C        | Edoardo Saporiti   | Torres     | prestito   |
| C        | Kleis Bozhanaj     | Carrarese  | prestito   |
| C        | Mario Gargiulo     | Pisa       | prestito   |
| A        | Paulo Azzi         | Cagliari   | definitivo |
| A        | Davide Marsura     | Ascoli     | definitivo |
| A        | Riccardo Spaggiari | Fiorentina | definitivo |

## Risultati

### Serie B

#### Girone di andata
| Arbitro: | Ferrieri Caputi (Livorno) |

|  |           |            |
|  | Marcatori | 34’ Rohdén |

| Arbitro: | Feliciani (Teramo) |

|                              |           |              |
| Florenzi 67’ Brescianini 80’ | Marcatori | 33’ Bonfanti |

| Arbitro: | Gualtieri (Asti) |

|                                                                 |           |             |
| Diaw 23’ (rig.) Capuano 32’ (aut.) Falcinelli 64’ Tremolada 68’ | Marcatori | 50’ Favilli |

| Arbitro: | Baroni (Firenze) |

|         |           |  |
| Rog 28’ | Marcatori |  |

| Arbitro: | Minelli (Varese) |

|              |           |                                           |
| Bonfanti 18’ | Marcatori | 24’ Ayé 61’ Moreo 90+8’ (rig.) F. Bianchi |

| Arbitro: | Zufferli (Udine) |

|              |           |  |
| Jagiełło 44’ | Marcatori |  |

| Arbitro: | Marcenaro (Genova) |

|          |           |  |
| Diaw 64’ | Marcatori |  |

| Arbitro: | Serra (Torino) |

|             |           |                         |
| Dionisi 26’ | Marcatori | 55’ Falcinelli 90’ Diaw |

| Arbitro: | La Penna (Roma) |

|                                                       |           |             |
| Pergreffi 11’, 23’ Armellino 41’ Diaw 50’ Magnino 72’ | Marcatori | 84’ Cutrone |

| Arbitro: | Gariglio (Pinerolo) |

|                                                                |           |                          |
| Gliozzi 45+3’ (rig.) Torregrossa 74’, 90+9’ (rig.) Masucci 82’ | Marcatori | 19’ Bonfanti 84’ Magnino |

| Arbitro: | Fourneau (Roma) |

|  |           |                                 |
|  | Marcatori | 9’ (rig.) Brunori 45+2’ Valente |

| Cittadella 5 novembre 2022, ore 14:00 CET 12ª giornata | Cittadella                | 0 – 0 referto | Modena | Stadio Piercesare Tombolato (2 975 spett.)\| Arbitro: \| Ferrieri Caputi (Livorno) \| |
| Arbitro:                                               | Ferrieri Caputi (Livorno) |               |        |                                                                                       |

| Arbitro: | Ghersini (Genova) |

|               |           |                |
| Tremolada 45’ | Marcatori | 37’ Di Carmine |

| Arbitro: | Serra (Torino) |

|                    |           |                             |
| Vázquez 71’ (rig.) | Marcatori | 18’ Falcinelli 26’ Bonfanti |

| Arbitro: | Miele (Nola) |

|                    |           |                                                            |
| Moncini 58’, 90+7’ | Marcatori | 45+1’ (aut.) La Mantia 72’ Falcinelli 90+6’ (rig.) Marsura |

| Arbitro: | Paterna (Teramo) |

|                                   |           |                         |
| Tremolada 37’ (rig.) Bonfanti 53’ | Marcatori | 60’ Črnigoj 90’ Johnsen |

| Arbitro: | Aureliano (Bologna) |

|                                                              |           |            |
| Botta 6’ Folorunsho 20’ Cittadini 54’ (aut.) Di Cesare 90+1’ | Marcatori | 90+5’ Diaw |

| Arbitro: | Colombo (Como) |

|          |           |              |
| Diaw 44’ | Marcatori | 22’ Acampora |

| Arbitro: | Dionisi (L'Aquila) |

|  |           |                           |
|  | Marcatori | 22’ Magnino 81’ Armellino |

#### Girone di ritorno
| Arbitro: | Marinelli (Tivoli) |

|                      |           |               |
| Insigne 64’ Caso 68’ | Marcatori | 88’ Strizzolo |

| Arbitro: | Minelli (Varese) |

|                          |           |  |
| Gerli 83’ Giovannini 85’ | Marcatori |  |

| Arbitro: | Gualtieri (Asti) |

|                             |           |                       |
| Ghiringhelli 7’ Favilli 16’ | Marcatori | 51’ (rig.) Falcinelli |

| Arbitro: | Perenzoni (Rovereto) |

|                              |           |  |
| Diaw 25’ (rig.) Bonfanti 83’ | Marcatori |  |

| Arbitro: | Serra (Torino) |

|  |           |                       |
|  | Marcatori | 79’ (rig.) Falcinelli |

| Arbitro: | Mariani (Aprilia) |

|                                 |           |                      |
| Strizzolo 33’ Pușcaș 55’ (aut.) | Marcatori | 6’ Drăgușin 85’ Bani |

| Arbitro: | Sacchi (Macerata) |

|                          |           |               |
| Pierozzi 26’ Strelec 59’ | Marcatori | 39’ Tremolada |

| Arbitro: | Gariglio (Pinerolo) |

|  |           |                  |
|  | Marcatori | 75’ Pedro Mendes |

| Arbitro: | Rutella (Enna) |

|           |           |  |
| Cerri 51’ | Marcatori |  |

| Arbitro: | Volpi (Arezzo) |

|              |           |  |
| Strizzolo 8’ | Marcatori |  |

| Arbitro: | Minelli (Varese) |

|                                                             |           |                   |
| Tutino 25’ Soleri 47’ Verre 56’ Aurelio 59’ Vido 78’ (rig.) | Marcatori | 4’, 30’ Strizzolo |

| Modena 2 aprile 2023, ore 16:15 CEST 31ª giornata | Modena               | 0 – 0 referto | Cittadella | Stadio Alberto Braglia (10 418 spett.)\| Arbitro: \| Perenzoni (Rovereto) \| |
| Arbitro:                                          | Perenzoni (Rovereto) |               |            |                                                                              |

| Arbitro: | Cosso (Reggio Calabria) |

|  |           |           |
|  | Marcatori | 46’ Gerli |

| Arbitro: | Serra (Torino) |

|          |           |                |
| Diaw 14’ | Marcatori | 16’ Benedyczak |

| Modena 22 aprile 2023, ore 14:00 CEST 34ª giornata | Modena            | 0 – 0 referto | SPAL | Stadio Alberto Braglia (10 794 spett.)\| Arbitro: \| Santoro (Messina) \| |
| Arbitro:                                           | Santoro (Messina) |               |      |                                                                           |

| Arbitro: | Rutella (Enna) |

|                                                  |           |  |
| Pohjanpalo 32’, 54’, 72’, 79’ (rig.) Zampano 82’ | Marcatori |  |

| Arbitro: | Mariani (Aprilia) |

|                 |           |              |
| Diaw 77’ (rig.) | Marcatori | 34’ G. Ricci |

| Arbitro: | Ghersini (Genova) |

|                        |           |          |
| Ciano 30’ Foulon 45+2’ | Marcatori | 19’ Diaw |

| Arbitro: | Prontera (Bologna) |

|                          |           |          |
| Bonfanti 10’ Magnino 23’ | Marcatori | 54’ Tait |

### Coppa Italia
| Arbitro: | Perenzoni (Rovereto) |

|                                     |           |                |
| Silvestri 1’ Diaw 45+1’ Magnino 74’ | Marcatori | 59’ Tentardini |

| Arbitro: | Aureliano (Bologna) |

|                               |           |                                |
| Falcinelli 11’ Mosti 30’, 52’ | Marcatori | 45+2’ (rig.) Berardi 88’ Ayhan |

| Arbitro: | Paterna (Teramo) |

|                                                 |           |                      |
| Okereke 77’ Afena-Gyan 84’ Sernicola 111’, 120’ | Marcatori | 89’ (rig.), 90’ Diaw |

## Statistiche

### Statistiche di squadra
| Competizione | Punti | In casa | In casa | In casa | In casa | In casa | In casa | In trasferta | In trasferta | In trasferta | In trasferta | In trasferta | In trasferta | Totale | Totale | Totale | Totale | Totale | Totale | DR |
| Competizione | Punti | G       | V       | N       | P       | Gf      | Gs      | G            | V            | N            | P            | Gf           | Gs           | G      | V      | N      | P      | Gf     | Gs     | DR |
| ------------ | ----- | ------- | ------- | ------- | ------- | ------- | ------- | ------------ | ------------ | ------------ | ------------ | ------------ | ------------ | ------ | ------ | ------ | ------ | ------ | ------ | -- |
| Serie B      | 48    | 19      | 7       | 8       | 4       | 26      | 18      | 19           | 6            | 1            | 12           | 21           | 35           | 38     | 13     | 9      | 16     | 47     | 53     | -6 |
| Coppa Italia | -     | 2       | 2       | 0       | 0       | 6       | 3       | 1            | 0            | 0            | 1            | 2            | 4            | 3      | 2      | 0      | 1      | 8      | 7      | +1 |
| Totale       | -     | 21      | 9       | 8       | 4       | 32      | 21      | 20           | 6            | 1            | 13           | 23           | 39           | 41     | 15     | 9      | 17     | 55     | 60     | -5 |

### Andamento in campionato
| Giornata  | 1  | 2  | 3  | 4  | 5  | 6  | 7  | 8  | 9  | 10 | 11 | 12 | 13 | 14 | 15 | 16 | 17 | 18 | 19 | 20 | 21 | 22 | 23 | 24 | 25 | 26 | 27 | 28 | 29 | 30 | 31 | 32 | 33 | 34 | 35 | 36 | 37 | 38 |
| --------- | -- | -- | -- | -- | -- | -- | -- | -- | -- | -- | -- | -- | -- | -- | -- | -- | -- | -- | -- | -- | -- | -- | -- | -- | -- | -- | -- | -- | -- | -- | -- | -- | -- | -- | -- | -- | -- | -- |
| Luogo     | C  | T  | C  | T  | C  | T  | C  | T  | C  | T  | C  | T  | C  | T  | T  | C  | T  | C  | T  | T  | C  | T  | C  | T  | C  | T  | C  | T  | C  | T  | C  | T  | C  | C  | T  | C  | T  | C  |
| Risultato | P  | P  | V  | P  | P  | P  | V  | V  | V  | P  | P  | N  | N  | V  | V  | N  | P  | N  | V  | P  | V  | P  | V  | V  | N  | P  | P  | P  | V  | P  | N  | V  | N  | N  | P  | N  | P  | V  |
| Posizione | 17 | 19 | 15 | 16 | 18 | 18 | 17 | 11 | 10 | 12 | 13 | 15 | 15 | 12 | 10 | 10 | 12 | 12 | 9  | 10 | 10 | 11 | 10 | 7  | 7  | 10 | 11 | 12 | 10 | 12 | 11 | 10 | 9  | 9  | 12 | 12 | 13 | 10 |

Legenda:

Luogo: C = Casa; T = Trasferta. Risultato: V = Vittoria; N = Pareggio; P = Sconfitta.

### Statistiche dei giocatori
| Giocatore      | Serie B  | Serie B | Serie B     | Serie B    | Coppa Italia | Coppa Italia | Coppa Italia | Coppa Italia | Totale   | Totale | Totale      | Totale     |
| Giocatore      | Presenze | Reti    | Ammonizioni | Espulsioni | Presenze     | Reti         | Ammonizioni  | Espulsioni   | Presenze | Reti   | Ammonizioni | Espulsioni |
| -------------- | -------- | ------- | ----------- | ---------- | ------------ | ------------ | ------------ | ------------ | -------- | ------ | ----------- | ---------- |
| M. Armellino   | 28       | 2       | 4           | 0          | 3            | 0            | 1            | 0            | 31       | 2      | 5           | 0          |
| P. Azzi        | 15       | 0       | 1           | 0          | 2            | 0            | 0            | 0            | 17       | 0      | 1           | 0          |
| T. Battistella | 4        | 0       | 0           | 0          | 1            | 0            | 0            | 0            | 5        | 0      | 0           | 0          |
| N. Bonfanti    | 30       | 7       | 1           | 0          | 1            | 0            | 0            | 0            | 31       | 7      | 1           | 0          |
| M. Ciofani     | 0        | 0       | 0           | 0          | 1            | 0            | 1            | 0            | 1        | 0      | 1           | 0          |
| G. Cittadini   | 18       | 0       | 10          | 0          | 2            | 0            | 0            | 0            | 20       | 0      | 10          | 0          |
| M. Coppolaro   | 17       | 0       | 3           | 0          | 0            | 0            | 0            | 0            | 17       | 0      | 3           | 0          |
| S. De Maio     | 10       | 0       | 2           | 0          | 2            | 0            | 1            | 0            | 12       | 0      | 3           | 0          |
| D. Diaw        | 29       | 10      | 8           | 1          | 3            | 3            | 0            | 0            | 32       | 13     | 8           | 1          |
| E. Duca        | 21       | 0       | 2           | 0          | 1            | 0            | 0            | 0            | 22       | 0      | 2           | 0          |
| D. Falcinelli  | 33       | 6       | 4           | 0          | 3            | 1            | 0            | 0            | 36       | 7      | 4           | 0          |
| M. Gargiulo    | 12       | 0       | 1           | 0          | 1            | 0            | 0            | 0            | 13       | 0      | 1           | 0          |
| R. Gagno       | 37       | -52     | 1           | 0          | 1            | -2           | 0            | 0            | 38       | -54    | 1           | 0          |
| F. Gerli       | 35       | 2       | 4           | 0          | 3            | 0            | 0            | 0            | 38       | 2      | 4           | 0          |
| R. Giovannini  | 22       | 1       | 1           | 0          | 2            | 0            | 0            | 0            | 24       | 1      | 1           | 0          |
| A. Ioniță      | 10       | 0       | 1           | 0          | 0            | 0            | 0            | 0            | 10       | 0      | 1           | 0          |
| L. Magnino     | 36       | 4       | 5           | 0          | 3            | 1            | 1            | 1            | 39       | 5      | 6           | 1          |
| D. Marsura     | 10       | 1       | 1           | 0          | 1            | 0            | 0            | 0            | 11       | 1      | 1           | 0          |
| M. Minesso     | 1        | 0       | 0           | 0          | 1            | 0            | 0            | 0            | 2        | 0      | 0           | 0          |
| N. Mosti       | 17       | 0       | 1           | 0          | 3            | 2            | 0            | 0            | 20       | 2      | 1           | 0          |
| S. Oukhadda    | 29       | 0       | 4           | 1          | 3            | 0            | 0            | 0            | 32       | 0      | 4           | 1          |
| S. Panada      | 10       | 0       | 4           | 0          | 2            | 0            | 1            | 0            | 12       | 0      | 5           | 0          |
| A. Pergreffi   | 31       | 2       | 3           | 0          | 2            | 0            | 0            | 0            | 33       | 2      | 3           | 0          |
| M. Piacentini  | 1        | 0       | 0           | 0          | 1            | 0            | 0            | 0            | 2        | 0      | 0           | 0          |
| P. Azzi        | 15       | 0       | 0           | 0          | 0            | 0            | 0            | 0            | 15       | 0      | 0           | 0          |
| A. Poli        | 11       | 0       | 2           | 0          | 0            | 0            | 0            | 0            | 11       | 0      | 2           | 0          |
| F. Ponsi       | 25       | 0       | 3           | 0          | 1            | 0            | 0            | 0            | 26       | 0      | 3           | 0          |
| F. Renzetti    | 18       | 0       | 2           | 0          | 1            | 0            | 0            | 0            | 19       | 0      | 2           | 0          |
| A. Seculin     | 1        | -1      | 1           | 0          | 2            | -5           | 0            | 0            | 3        | -6     | 1           | 0          |
| T. Silvestri   | 29       | 0       | 7           | 0          | 2            | 1            | 0            | 0            | 31       | 1      | 7           | 0          |
| L. Strizzolo   | 17       | 5       | 2           | 0          | 0            | 0            | 0            | 0            | 17       | 5      | 2           | 0          |
| L. Tremolada   | 36       | 4       | 3           | 0          | 1            | 0            | 0            | 0            | 37       | 4      | 3           | 0          |

## Settore giovanile

### Organigramma
Area sportiva
- Responsabile settore giovanile: Mauro Melotti
- Vice responsabile settore giovanile: Filippo Bruni
- Segretario settore giovanile: Stefano Casolari
- Capo scouting settore giovanile: Giancarlo Bocelli

Area tecnica
- Primavera
  - Allenatore: Paolo Mandelli
  - Allenatore in seconda: Paolo Ricchi
  - Preparatore atletico: Paolo Tintorri
  - Preparatore dei portieri: Andrea Rossi
- Under-17
  - Allenatore: Cesare Maestroni
  - Allenatore in seconda: Giovanni Morselli
  - Preparatore atletico: Daniele Dotto
  - Preparatore dei portieri: Andrea Garuti
- Under-16
  - Allenatore: Alessandro Vicinanza
  - Allenatore in seconda: Marco Turrini
  - Preparatore atletico: Andrea Parenti
  - Preparatore dei portieri: Stefano Venturelli

- Under-15
  - Allenatore: Mirco Martinelli
  - Allenatore in seconda: Filippo Mezzetti
  - Preparatore atletico: Luca Porru
  - Preparatore dei portieri: Marco Vanzini
- Under-14
  - Allenatore: Andrea Minozzi
  - Allenatore in seconda: Lorenzo Galuppi
  - Preparatore atletico: Pietro Prampolini
  - Preparatore dei portieri: Manuel Gobbi
- Under-13
  - Allenatore: Massimo Pellegrini
  - Allenatore in seconda: Marino D'Aloisio
  - Preparatore atletico: Marco Nicoletti
- Under-13
  - Allenatore: Christian Cavazzoni
  - Allenatore in seconda: Christian Malagoli
  - Preparatore atletico: Francesco Gariselli